# Чугунлы
Чугу́нлы — деревня в Большеуковском районе Омской области России, входит в Чернецовское сельское поселение.

## История
Селение заведено в 1819 году в Рыбинской волости Тарского уезда Тобольской губернии. Позже входила в Огрызковское сельское общество. Название произошло от того, что местные жители занимались литьём чугунков.
В 1860-х годах возводится деревянная часовня.
На 1868 год имелось 26 дворов и 141 человек. Располагалась при колодцах.
В 1890 году исследовали почвы около деревни. Деревня находилась за непроходимыми болотами.
На 1893 год имелось 594 десятины удобной земли в пользовании селения (7,7 десятин на 1 двор), 78 крестьянских двора и 334 человека.
На 1895 год одна семья занималась синильной.
На 1903 год имелась кузница, 3 торговые лавки. Находилась при колодцах на просёлочной дороге.
1 января 1907 года входит в состав образованного самостоятельного Чугунлинского сельского общества.
На 1909 год имелся хлебо-запасный магазин, 3 торговые лавки, 2 водяные мельницы, 2 маслодельни, кузница, пожарный сарай.
На 1910 год действовала маслодельная артель.
1 января 1911 года входит в состав Форпостской волости.
На 1912 год имелась мелочная лавка, сепаратор, принадлежавший частному владельцу.
На 1926 год имелся сельский совет. Находилась при озере Чегунлы.
На 1991 год деревня являлась отделением совхоза «Чернецовский».
Школа была закрыта в 2000-е годы.
История часовни
В 1860-х годах построена деревянная часовня. В 1913 году прихожане обратились с ходатайством в Омскую епархию с предложением о создании нового прихода, однако начавшаяся первая мировая война нарушила эти планы.

## Инфраструктура
Имелась базовая станция сотовой связи. Улицы в деревне: Новая, Приозёрная.

## Население
- 1868 — 141 человек (79 м — 62 ж);
- 1893 — 334 человека (165 м — 169 ж);
- 1903 — 408 человек (236 м — 172 ж);
- 1909 — 460 человек (244 м — 216 ж);
- 1912 — 408 человек православных;
- 1926 — 392 человека (188 м — 204 ж);
- 2011 — 4 человека.

| 1926 | 2002 | 2010 | 2021 |
| ---- | ---- | ---- | ---- |
| 392  | ↘48  | ↘11  | ↘5   |